# 金融市場
金融市場（きんゆうしじょう、英: financial market）とは、資金の貸借取引が行われる場、あるいは資金需給が調整される場（市場）ないし過程のことをいい、金利はそこに成立する価格のことをいう。この場合、資金の貸借取引の範囲ないし資金の性格いかんによって、金融市場の意味も広狭さまざまに理解される。

## 個別市場・部分市場
最広義の金融市場は、国民経済における金融的な資金の流れの全体をさすことになる。それは、種々の個別市場ないし部分市場から構成され、それに応じて種々の金利が形成される。
たとえば、取引される資金が短期か中長期かによって短期金融市場（マネーマーケット）と長期金融市場（資本市場、キャピタルマーケット）に、資金の調達形態によって貸出市場（特に貸付市場）と証券市場に、さらに借手ないし資金使途によって産業金融市場と消費金融市場などに分けることができる。貸出市場は、金融機関と顧客との間の資金貸借の市場であり、貸出金の期間の長さによって長期貸出市場と短期貸出市場に分けられる。
また金融機関と預金者との間には預金市場がある。貸出市場と預金市場を合わせて金融機関市場と呼ぶこともできる。これは、金融機関と顧客との相対取引で行われ、顧客市場である。これに対して証券市場は、公開市場、すなわち原則としてだれでも自由に取引に参加できる市場である。証券市場は、有価証券である株式・公社債が発行され売買される過程を総称したもので、取引される証券の種類によって株式市場と公社債市場に分けられる。また株式・公社債それぞれについて、取引の対象が新規発行証券か既発行証券かによって、発行市場と流通市場とがある。前者において資金の調達、後者において証券の流動化と市場価格の形成が可能となる。
短期金融市場（マネー・マーケット）には、コール市場、手形市場、現先市場、CD市場、政府短期証券市場がある。コール市場と手形市場は、金融機関相互間におけるコール資金取引あるいは手形売買取引を通じて短期資金の貸借が行われる銀行間市場（インターバンク・マーケット）である。伝統的に短資市場とはこの両市場をさし、そこでは金融機関の支払準備の過不足の調整が行われる。これに対して現先市場とCD市場は、一般企業、機関投資家、非居住者も取引に参加しているので、公開市場（オープン・マーケット）である。政府短期証券市場は、アメリカ、イギリスではきわめて発達し、短期金融市場の中心になっているが、日本ではまだ十分に発達していない。なお、いわゆる長短金融市場とは、証券市場（キャピタル・マーケット）と短期金融市場（マネー・マーケット）を合わせて呼んだものである。
以上は一国の中の金融市場についてであるが、対外決済や対外的な資金移動に関連して、外国為替の売買が行われる場である外国為替市場も、広義の金融市場の一環を形成することになる。

## 金融市場のピラミッド型構成
種々の個別市場が存在しているが、それらは立体的に交錯して全体として広義の金融市場を形成している。どこの国でも、金融制度は中央銀行を頂点とし各種の市中金融機関を下部組織とするピラミッド型に構成されている。金融市場も、こうした金融機関の構成に対応して形成されている。
第1段階
企業、個人、政府が金融機関や証券市場から資金を調達し、あるいは資金の運用を行う過程であって、預金・貸出市場や証券市場がそこに存在している。
第2段階
金融機関相互間における資金貸借の過程で、コール・手形売買市場がそれである。
第3段階
中央銀行と金融機関との間の取引の過程であり、中央銀行のオペレーションは長短金融市場を舞台として行われる。中央銀行は、「最後の貸手」として行動し、おもに短期金融市場を調整し、それを通じて広義の金融市場全体に影響を与え、政策効果の波及浸透を図っている。

## 金融市場の役割
金融市場は、ときには政府当局の育成策によってその整備が図られたが、一般的には経済の発展、金融機関の発達とともに自然発生的に発達してきた。金融市場の役割は、ミクロ的には、個々の経済主体の収入と支出のギャップを埋め、支出決定の自由度を高める点にある。それはまた、金利の働きと相まって、マクロ的には、経済全体における資金を生産的用途に振り向けて資金効率を高め、経済の成長と安定に寄与する点にある。私企業、個人、民間金融機関の自由な活動が前提となっている自由経済のもとでは、資金の需給の調整および配分は金融市場における金利メカニズムによって行われるからである。

## 世界の金融市場
| 金融市場ランキング                   |                  |
| 順位                                 | 都市             |
| 1                                    | ニューヨーク     |
| 2                                    | ロンドン         |
| 3                                    | シンガポール     |
| 4                                    | 香港             |
| 5                                    | サンフランシスコ |
| 国際金融センター指数 (2023年3月発表) |                  |

金融市場は、イギリス、アメリカ合衆国において最も発達している。イギリスは世界に先駆けて産業革命を達成し世界の工場となったが、同時にロンドン金融市場は世界各国から長短期資金を吸収し世界の銀行としての役割を果たした。ニューヨーク金融市場は第一次世界大戦後ロンドンに代わって世界の銀行としての役割を果たすようになった。ロンドン、ニューヨークの金融市場は国際金融市場と呼ばれるが、それは、それぞれ自国と海外との貿易決済や資金交流が行われるだけでなく、第三国どうしの資金決済もそこに集中して行われているからである。ニューヨーク市場は米ドルが国際通貨として使われているためであり、ロンドン市場は、英ポンドがかつての国際通貨としての地位を失ったが、ユーロダラー取引がロンドンを中心に発達したことによるものである。
日本では従来、コール市場と株式市場は発達していたが、オープンの短期金融市場と公社債市場の発達は遅れていた。しかし1970年代後半以降、国債の大量発行と金融の国際化の進展にともなって長短金融市場は急速に拡大し、金利の自由化も進展をみた。また日本経済の国際的地位が高まるにつれて、外国為替市場も急テンポで拡大し、円の国際化が進み1986年12月には、非居住者間の金融取引に租税や為替管理上の特典を与えられた東京オフショア市場が設立されるに至った。
中国では、長年香港が金融の中心であったが、国際金融センター指数（GFCI）の評価では、2019年-2020年香港民主化デモ以降は、2020年3月（GFCI27）より香港よりも上海が上位となった。

## 参照
1. ↑  The Global Financial Centres Index - Long Finance